# Coriolano Malagavazzo

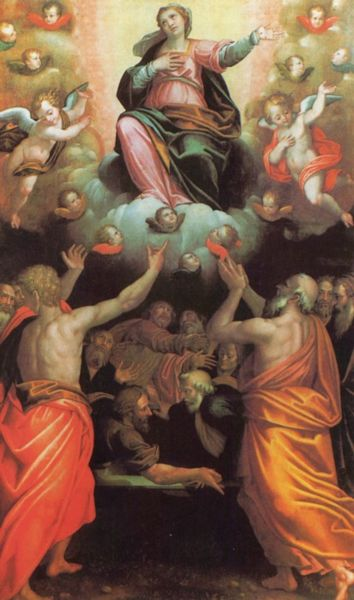
L'Assomption de la Vierge, chapelle des Pénitents Blancs à Levens.

Coriolano Malagavazzo (1543 - 1599) est un peintre italien de l’école de Crémone, élève de Bernardino Campi de style maniériste de l’école lombarde. Il est l'auteur de tableaux dans le nord de l'Italie et le sud-est de la France.

## Biographie
Coriolano Malagavazzo naît en 1543 ou 1547 à Crémone.
Élève de Bernardino Campi,, parmi les meilleurs,, il réalise avec lui plusieurs œuvres pour l’ église Saint-Sigismond de Crémone en 1566,. Il travaille toujours dans cette ville en 1585. Il peint pour l’église Saint-Sylvestre de Crémone une Madone accompagnée des saints Ignace et François. Il y peint également le tableau La Vierge, l’enfant Jésus et saints, d’après, selon Lanzi, un dessin de Campi. Ces tableaux rejoignirent ensuite les salles de la galerie de la famille Sommi Picenardi (it).
Il réalise également une Annonciation pour l’église collégiale d’Arena Po.
Artiste itinérant, il travaille à Parme, Modène, Reggio, ou encore Milan.
Dans le pays niçois, Coriolano Malagavazzo est l’auteur, dans la chapelle des pénitents blancs de Levens, d’un retable en 1587. Le rendu est semblable à celui de l’église de Gassin, conçu à l’origine pour l’église des Prêcheurs de Draguignan, proposant un « schéma de composition pyramidant et équilibré [avec] les effets sobres des drapés tombant sagement, les attitudes dignes ou humbles [...] témoignent d'un peintre qui se rattache délibérément aux consignes de noble simplicité de la peinture contre-réformiste »,.
Cité dans un ouvrage italien de l’époque, il a parfois été nommé par erreur Jérôme/Girolamo Malagavazzo ou Malaquazzo,.
Il meurt à Milan en 1599.

## Postérité
Une rue porte son nom à Crémone.

## Œuvres

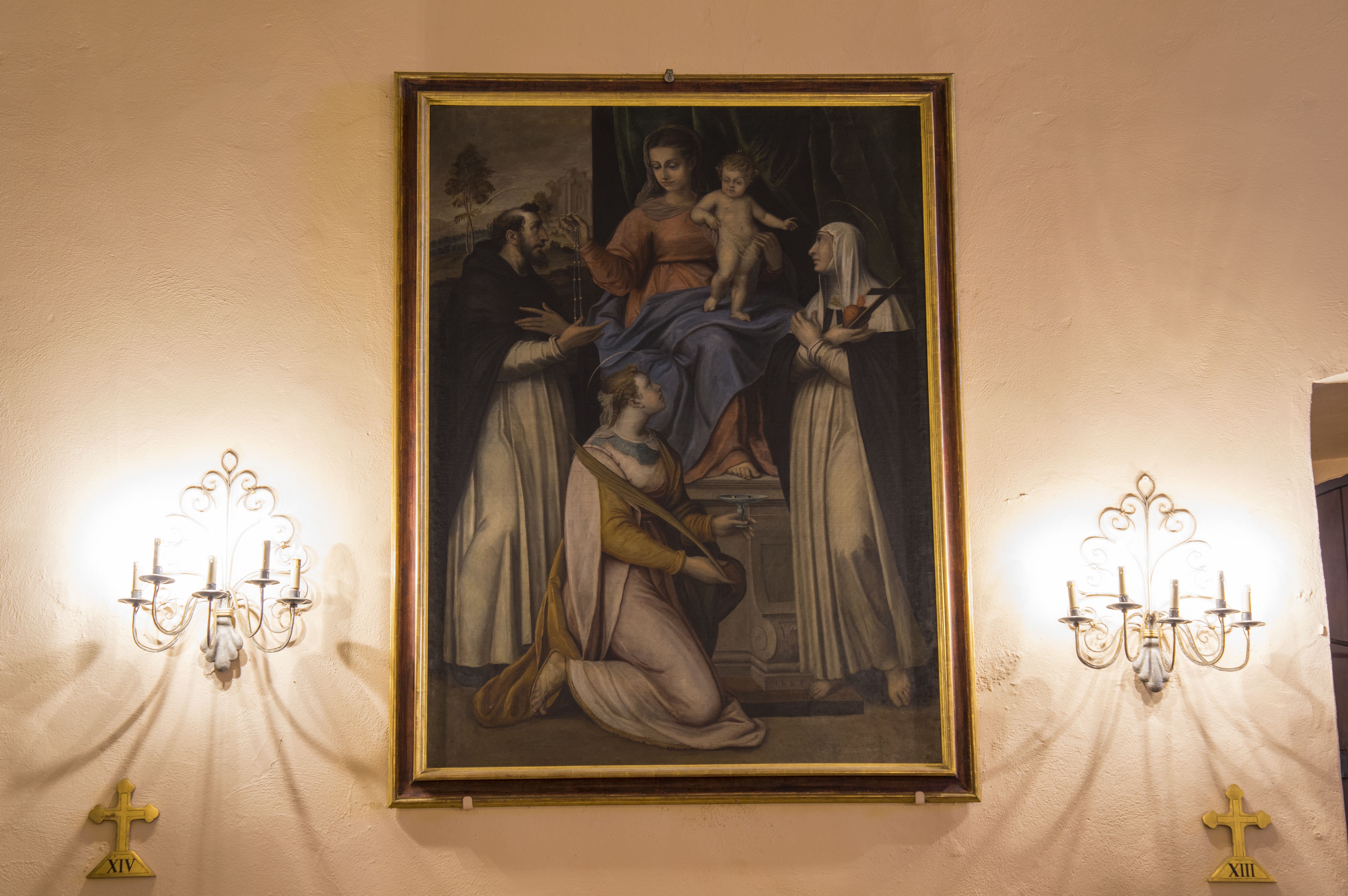
Le Don du Rosaire (attribué), dans l'église de Gassin.

- 1567 : Fresques, église des saints Firmus et Rusticus (it) martyrs, de la commune de Caravaggio, province de Bergame (avec Bernardino Campi).
- 1570 : Annonciation à la vierge Marie, collégiale d’Arena Po[14].
- 1570 : Annonciation, église de Brunate.
- 1571 : Le Baptême de Jésus, chapelle des fonts baptismaux de l’église des saints Firmus et Rusticus (martyrs de Caravaggio).
- 1573 : Les Prophètes, cathédrale de Crémone (avec Vincenzo Campi).
- 1587 : Assomption de la Vierge, chapelle des Pénitents blancs de Levens.
- 1587 : Vierge du Rosaire avec saint Dominique, sainte Catherine de Sienne et sainte Lucie, huile sur toile, 1,87 × 1,30 m, église Notre-Dame-de-l'Assomption de Gassin[15] attribué en 1987 à l’école de Bologne par Michel Laclotte, et depuis à Coriolano Malagavazzo[16],[17].
- 1595 : Vierge entre les saints Vincent martyr et Vincent Ferrier, chapelle saint Vincent Ferrier de l’église Sainte-Marie-des-Grâces de Milan.
- ? : Vierge à l’Enfant entre les saints Ignace et François (disparue).
- ? : La Sainte Trinité, église Santa Maria Assunta et San Giacomo Maggiore de Romano di Lombardia.
- ? : Vierge à l’Enfant entourée de trois saints, un saint et le portrait du commanditaire agenouillé au pied du trône, huile sur toile, 2,12 × 0,8 m, galerie Molinari de Milan[14].